# Collegio uninominale Toscana - 02 (Camera dei deputati 2020)
Il collegio elettorale uninominale Toscana - 02 è un collegio elettorale uninominale della Repubblica Italiana per l'elezione della Camera dei deputati.

## Territorio
Come previsto dalla legge n. 51 del 27 maggio 2019, il collegio è stato definito tramite decreto legislativo all'interno della circoscrizione Toscana.
È formato dal territorio dell'intera provincia di Massa-Carrara (17 comuni) e da 7 comuni della provincia di Lucca: Camaiore, Forte dei Marmi, Massarosa, Pietrasanta, Seravezza, Stazzema e Viareggio.
Il collegio è parte del collegio plurinominale Toscana - 01.

## Eletti
| Elezione | Elezione | Deputato         | Partito |
| -------- | -------- | ---------------- | ------- |
|          | 2022     | Elisa Montemagni | Lega    |

## Dati elettorali

### XIX legislatura
Come previsto dalla legge elettorale, 147 deputati sono eletti con sistema a maggioranza relativa in altrettanti collegi uninominali a turno unico.
| Candidati                                 | Candidati                  | Voti    | %     | Liste                          | Voti    | %     |
| ----------------------------------------- | -------------------------- | ------- | ----- | ------------------------------ | ------- | ----- |
|                                           | Elisa Montemagni ✔️ Eletto | 78 994  | 44,87 | Fratelli d'Italia              | 49 645  | 28,20 |
| Forza Italia                              | Elisa Montemagni ✔️ Eletto | 78 994  | 44,87 | 15 379                         | 8,73    |       |
| Lega per Salvini Premier                  | Elisa Montemagni ✔️ Eletto | 78 994  | 44,87 | 13 308                         | 7,56    |       |
| Noi moderati/Lupi - Toti - Brugnaro - UDC | Elisa Montemagni ✔️ Eletto | 78 994  | 44,87 | 662                            | 0,38    |       |
|                                           | Martina Nardi              | 48 909  | 27,78 | Partito Democratico-IDP        | 36 215  | 20,57 |
| Alleanza Verdi e Sinistra                 | Martina Nardi              | 48 909  | 27,78 | 7 188                          | 4,08    |       |
| +Europa                                   | Martina Nardi              | 48 909  | 27,78 | 4 494                          | 2,55    |       |
| Impegno Civico - Centro Democratico       | Martina Nardi              | 48 909  | 27,78 | 1 012                          | 0,57    |       |
|                                           | Elda Baldi                 | 21 171  | 12,02 | Movimento 5 Stelle             | 21 171  | 12,02 |
|                                           | Cosimo Ferri               | 15 119  | 8,59  | Azione - Italia Viva - Calenda | 15 119  | 8,59  |
|                                           | Nicolo' Martinelli         | 4 784   | 2,72  | Unione Popolare                | 4 784   | 2,72  |
|                                           | Paolo Zorzato              | 3 282   | 1,86  | Italexit                       | 3 282   | 1,86  |
|                                           | Katiuscia Marchetti        | 2 619   | 1,49  | Italia Sovrana e Popolare      | 2 619   | 1,49  |
|                                           | Francesco Spataro          | 1 190   | 0,68  | Vita                           | 1 190   | 0,68  |
| Totale                                    | Totale                     | 176 068 | 100   |                                | 176 068 | 100   |
|                                           |                            |         |       |                                |         |       |
| Schede bianche                            | Schede bianche             | 2 075   | 1,13  |                                |         |       |
| Schede nulle                              | Schede nulle               | 5 557   | 3,03  |                                |         |       |
| Votanti                                   | Votanti                    | 183 700 | 64,70 |                                |         |       |
| Elettori                                  | Elettori                   | 283 919 |       |                                |         |       |